# Филип Флориан
Филип Флориан (на румънски: Filip Florian) е румънски журналист и писател на произведения в жанра исторически трилър, криминален и исторически роман.

## Биография и творчество
Филип Флориан е роден на 16 май 1968 г. в Букурещ, Румъния. Дядо му е писателят Йоан Славич. Има брат – Матей Флориан. Завършва геология и геофизика в Букурещ. В периода 1990-1992 г. работи като редактор към сп. „Кувинтюл“ (Слово), а след това до 1999 г. е кореспондент на Радио Свободна Европа и Дойче Веле. Прекарва пет години в планинския град Синая пишейки първия си ръкопис.
Първият му роман „Кутрета“ е издаден през 2005 г. В малко градче в Румъния е открит масов гроб близо до разкопките на римско укрепление. Той разбунва цялото общество и за него започват различни предположения и слухове – от чумна епидемия до разстрел на Секуритате, религиозни поклонения, изпратени са криминалисти от Аржентина. Младият археолог Петрус решава да извърши свое собствено разследване и открива, че всяка нощ от ямата изчезват костите на пръстите на откритите скелети. Книгата става бестселър, издадена е в много страни, и е удостоена с наградите за литературен дебют на Румъния и на Съюза на писателите на Румъния, и с наградата на ООН.
Историческият му роман „Дните на краля“ е публикуван през 2008 г. През погледа на кралския зъболекар е представена историята на младия немски офицер и благородник Карл Хохенцолерн-Зигмаринген. станал румънският княз Карол I, и съдбата му. след като приема предизвикателството да бъде владетел на Румъния. Пресъздадени са две житейски истории, подчинени на разбирането за чест и мисия във време, когато мъжката дума и чувството за дълг са над всичко. Книгата печели наградата за най-добра белетристична творба в Румъния на Националния литературен музей.
Филип Флориан живее със семейството си в Букурещ.

## Произведения
- Degete mici (2005, 2007)
Кутрета, изд.: „Сиела“, София (2014), прев. Ванина Божикова
- Băiuțeii (2006) – с Матей Флориан
- Zilele regelui (2008)
Дните на краля, изд. „Панорама плюс“ (2011), прев. Лора Ненковска
- Toate bufnițele (2012)